# إدواردو دوس سانتوس
إدواردو دوس سانتوس (بالإسبانية: Eduardo César Dos Santos)‏ (14 أكتوبر 1983 في الأرجنتين - ) هو لاعب كرة قدم أرجنتيني في مركز الهجوم. لعب مع ألماجرو وتاليريس وديفينسوريس دي بيلغرانو وأتلاتيكو إيرابواتو ونادي كوريكامينوس ‏ وEstudiantes de Buenos Aires ‏ وClub Atlético Douglas Haig ‏ واستوديانتس دي التاميرا ‏ وريبوسيروس دي لا بيداد ‏ ورينجرز دي تالكا وAlbinegros de Orizaba ‏.

## وصلات خارجية
- إدواردو دوس سانتوس على موقع قاعدة بيانات كرة القدم.إي يو (الإنجليزية)
- إدواردو دوس سانتوس على موقع Soccerway.com (الإنجليزية)